# Roca de Sant Jaume (Queralbs)
|  | Aquest article tracta sobre Roca de Sant Jaume de Queralbs. Vegeu-ne altres significats a «Roca de Sant Jaume (Sant Vicenç de Castellet)». |

La Roca de Sant Jaume és una muntanya de 1.275 metres que es troba al municipi de Queralbs, a la comarca catalana del Ripollès.